# Барбута
Барбута (на гръцки: Μπαρμπούτα) е традиционният еврейски романиотски квартал на македонския град Бер (Верия), Гърция. През Втората световна война по-голямата част от жителите на квартала са избити от нацистите, а останалите емигрират в Израел – от 850 евреи, живеещи в Бер в 1943 година загиват 680.
Кварталът е малък, с триъгълна форма и е разположен в западната част на града, до река Трипотамос. Името си дължи на съществуваща и до днес чешма. Отличава се със запазената си традиционна възрожденска архитектура. Главната артерия на Барбута е павираната улица „Олганос“. В 1977 година с помощта на дем Бер и различни еврейски организации започва реставрация на намиращата се в квартала синагога и на много други от ценните в архитектурно отношение сгради. Забележителни сгради в квартала са Бековата, Олгановата, Анастасиевата и Бозоглувата къща.